# ژرژ کراون
ژرژ کراون (فرانسوی: Georges Cravenne‎) تهیه‌کننده فیلم و مدیر روابط عمومی اهل فرانسه بود.

علت شهرت او، بنیان نهادنِ دو جایزهٔ مهمِ مولیر و سزار بود و خودش در سال ۲۰۰۰ میلادی یک جایزه سزار افتخاری دریافت نمود.